# لوك وليامز (مؤلف)
لوك وليامز (بالإنجليزية: Luke Williams)‏ (1977)؛ روائي بريطاني.